# Tytherington (Gloucestershire)
Tytherington – wieś w Anglii, w hrabstwie ceremonialnym Gloucestershire, w dystrykcie (unitary authority) South Gloucestershire. Leży 18 km na północny wschód od miasta Bristol i 163 km na zachód od Londynu.